# Aventuras de la mano negra
Aventuras de la "mano negra" (Die Abenteuer der schwarzen hand) es el título de una novela policíaca juvenil escrita e ilustrada por Hans Jürgen Press, y publicada en 1965.

## Argumento
El libro trata sobre una pandilla juvenil que se hace llamar "La mano negra" formada por cuatro amigos (Felix, con su trompeta; Adela; Rollo, con su jersey de rayas y Kiki c.a. con su inseparable ardilla), que se dedican en sus ratos libres a reunirse en "el aeropuerto" (un ático en una casa en la calle del Canal número 49), y a ayudar a resolver casos a la policía, en cuanto surge la ocasión.
El libro consta de cuatro historias, divididas en capítulos:
- La casa misteriosa
- El tesoro del lago de los castores
- El túnel de los traficantes
- robo en el zoo

Las historias que aparecen en el libro fueron publicadas por primera vez en forma de capítulos individuales, que eran publicados periódicamente en el suplemento infantil Sternchen, de la revista alemana Stern. Cada capítulo consta de dos partes, un relato de la situación en la que se encuentra la pandilla en ese momento con un problema a resolver, y una ilustración con gran cantidad de detalles que sirve para resolver el problema. En el siguiente capítulo se resuelve el acertijo del capítulo anterior. Las historias fueron publicadas en un solo volumen en 1965, dando lugar al libro.
- Datos: Q1210799